# Lijst van gemeenten in het departement Dordogne

Gemeenten in Dordogne

Hieronder volgt een lijst van de 557 gemeenten (communes) in het Franse departement Dordogne (departement 24).

## A
Abjat-sur-Bandiat
- Agonac
- Ajat
- Alles-sur-Dordogne
- Allas-les-Mines
- Allemans
- Angoisse
- Anlhiac
- Annesse-et-Beaulieu
- Antonne-et-Trigonant
- Archignac
- Atur
- Aubas
- Audrix
- Augignac
- Auriac-du-Périgord
- Azerat

## B
La Bachellerie
- Badefols-d'Ans
- Badefols-sur-Dordogne
- Baneuil
- Bardou
- Bars
- Bassillac
- Bayac
- Beaumont-du-Périgord
- Beaupouyet
- Beauregard-de-Terrasson
- Beauregard-et-Bassac
- Beauronne
- Beaussac
- Beleymas
- Belvès
- Berbiguières
- Bergerac
- Bertric-Burée
- Besse
- Beynac-et-Cazenac
- Bézenac
- Biras
- Biron
- Blis-et-Born
- Boisse
- Boisseuilh
- La Boissière-d'Ans
- Bonneville-et-Saint-Avit-de-Fumadières
- Borrèze
- Bosset
- Bouillac
- Boulazac
- Bouniagues
- Bourdeilles
- Le Bourdeix
- Bourg-des-Maisons
- Bourg-du-Bost
- Bourgnac
- Bourniquel
- Bourrou
- Bouteilles-Saint-Sébastien
- Bouzic
- Brantôme
- Breuilh
- Brouchaud
- Le Bugue
- Le Buisson-de-Cadouin
- Bussac
- Busserolles
- Bussière-Badil

## C
Calès
- Calviac-en-Périgord
- Campagnac-lès-Quercy
- Campagne
- Campsegret
- Cantillac
- Capdrot
- Carlux
- Carsac-Aillac
- Carsac-de-Gurson
- Carves
- La Cassagne
- Castelnaud-la-Chapelle
- Castels
- Cause-de-Clérans
- Cazoulès
- Celles
- Cénac-et-Saint-Julien
- Cendrieux
- Cercles
- Chalagnac
- Chalais
- Champagnac-de-Belair
- Champagne-et-Fontaine
- Champcevinel
- Champeaux-et-la-Chapelle-Pommier
- Champniers-et-Reilhac
- Champs-Romain
- Chancelade
- Le Change
- Chantérac
- Chapdeuil
- La Chapelle-Aubareil
- La Chapelle-Faucher
- La Chapelle-Gonaguet
- La Chapelle-Grésignac
- La Chapelle-Montabourlet
- La Chapelle-Montmoreau
- La Chapelle-Saint-Jean
- Chassaignes
- Château-l'Évêque
- Châtres
- Chavagnac
- Chenaud
- Cherval
- Cherveix-Cubas
- Chourgnac
- Cladech
- Clermont-de-Beauregard
- Clermont-d'Excideuil
- Colombier
- Coly
- Comberanche-et-Épeluche
- Condat-sur-Trincou
- Condat-sur-Vézère
- Connezac
- Conne-de-Labarde
- La Coquille
- Corgnac-sur-l'Isle
- Cornille
- Coubjours
- Coulaures
- Coulounieix-Chamiers
- Coursac
- Cours-de-Pile
- Coutures
- Coux-et-Bigaroque
- Couze-et-Saint-Front
- Creyssac
- Creysse
- Creyssensac-et-Pissot
- Cubjac
- Cunèges

## D
Daglan
- Doissat
- Domme
- La Dornac
- Douchapt
- Douville
- La Douze
- Douzillac
- Dussac

## E
Échourgnac
- Église-Neuve-de-Vergt
- Église-Neuve-d'Issac
- Escoire
- Étouars
- Excideuil
- Eygurande-et-Gardedeuil
- Eyliac
- Eymet
- Eyvirat
- Eyzerac
- Les Eyzies-de-Tayac-Sireuil

## F
Fanlac
- Les Farges
- Faurilles
- Faux
- Festalemps
- La Feuillade
- Firbeix
- Flaugeac
- Le Fleix
- Fleurac
- Florimont-Gaumier
- Fonroque
- La Force
- Fossemagne
- Fougueyrolles
- Fouleix
- Fraisse

## G
Gabillou
- Gageac-et-Rouillac
- Gardonne
- Gaugeac
- Génis
- Ginestet
- La Gonterie-Boulouneix
- Gout-Rossignol
- Grand-Brassac
- Granges-d'Ans
- Les Graulges
- Grèzes
- Grignols
- Grives
- Groléjac
- Grun-Bordas

## H
Hautefaye
- Hautefort

## I
Issac
- Issigeac

## J
Jaure
- Javerlhac-et-la-Chapelle-Saint-Robert
- Jayac
- La Jemaye
- Journiac
- Jumilhac-le-Grand

## L
Labouquerie
- Lacropte
- Lalinde
- Lamonzie-Montastruc
- Lamonzie-Saint-Martin
- Lamothe-Montravel
- Lanouaille
- Lanquais
- Le Lardin-Saint-Lazare
- Larzac
- Lavalade
- Lavaur
- Laveyssière
- Les Lèches
- Léguillac-de-Cercles
- Léguillac-de-l'Auche
- Lembras
- Lempzours
- Ligueux
- Limeuil
- Limeyrat
- Liorac-sur-Louyre
- Lisle
- Lolme
- Loubejac
- Lunas
- Lusignac
- Lussas-et-Nontronneau

## M
Manaurie
- Manzac-sur-Vern
- Marcillac-Saint-Quentin
- Mareuil
- Marnac
- Marquay
- Marsac-sur-l'Isle
- Marsalès
- Marsaneix
- Maurens
- Mauzac-et-Grand-Castang
- Mauzens-et-Miremont
- Mayac
- Mazeyrolles
- Ménesplet
- Mensignac
- Mescoules
- Meyrals
- Mialet
- Milhac-d'Auberoche
- Milhac-de-Nontron
- Minzac
- Molières
- Monbazillac
- Monestier
- Monfaucon
- Monmadalès
- Monmarvès
- Monpazier
- Monsac
- Monsaguel
- Monsec
- Montagnac-d'Auberoche
- Montagnac-la-Crempse
- Montagrier
- Montaut
- Montazeau
- Montcaret
- Montferrand-du-Périgord
- Montignac
- Montpeyroux
- Monplaisant
- Montpon-Ménestérol
- Montrem
- Mouleydier
- Moulin-Neuf
- Mouzens
- Mussidan

## N
Nabirat
- Nadaillac
- Nailhac
- Nanteuil-Auriac-de-Bourzac
- Nantheuil
- Nanthiat
- Nastringues
- Naussannes
- Négrondes
- Neuvic
- Nojals-et-Clotte
- Nontron
- Notre-Dame-de-Sanilhac

## O
Orliac
- Orliaguet

## P
Parcoul
- Paulin
- Paunat
- Paussac-et-Saint-Vivien
- Payzac
- Pazayac
- Périgueux
- Petit-Bersac
- Peyrignac
- Peyrillac-et-Millac
- Peyzac-le-Moustier
- Pezuls
- Piégut-Pluviers
- Le Pizou
- Plaisance
- Plazac
- Pomport
- Ponteyraud
- Pontours
- Port-Sainte-Foy-et-Ponchapt
- Prats-de-Carlux
- Prats-du-Périgord
- Pressignac-Vicq
- Preyssac-d'Excideuil
- Prigonrieux
- Proissans
- Puymangou
- Puyrenier

## Q
Queyssac
- Quinsac

## R
Rampieux
- Razac-d'Eymet
- Razac-de-Saussignac
- Razac-sur-l'Isle
- Ribagnac
- Ribérac
- La Rochebeaucourt-et-Argentine
- La Roche-Chalais
- La Roque-Gageac
- Rouffignac-Saint-Cernin-de-Reilhac
- Rouffignac-de-Sigoulès
- Rudeau-Ladosse

## S
Sadillac
- Sagelat
- Saint-Agne
- Sainte-Alvère
- Saint-Amand-de-Belvès
- Saint-Amand-de-Coly
- Saint-Amand-de-Vergt
- Saint-André-d'Allas
- Saint-André-de-Double
- Saint-Antoine-Cumond
- Saint-Antoine-d'Auberoche
- Saint-Antoine-de-Breuilh
- Saint-Aquilin
- Saint-Astier
- Saint-Aubin-de-Cadelech
- Saint-Aubin-de-Lanquais
- Saint-Aubin-de-Nabirat
- Saint-Aulaye
- Saint-Avit-de-Vialard
- Saint-Avit-Rivière
- Saint-Avit-Sénieur
- Saint-Barthélemy-de-Bellegarde
- Saint-Barthélemy-de-Bussière
- Saint-Capraise-de-Lalinde
- Saint-Capraise-d'Eymet
- Saint-Cassien
- Saint-Cernin-de-Labarde
- Saint-Cernin-de-l'Herm
- Saint-Chamassy
- Saint-Cirq
- Saint-Crépin-d'Auberoche
- Saint-Crépin-de-Richemont
- Saint-Crépin-et-Carlucet
- Sainte-Croix
- Sainte-Croix-de-Mareuil
- Saint-Cybranet
- Saint-Cyprien
- Saint-Cyr-les-Champagnes
- Saint-Estèphe
- Saint-Étienne-de-Puycorbier
- Sainte-Eulalie-d'Ans
- Sainte-Eulalie-d'Eymet
- Saint-Félix-de-Bourdeilles
- Saint-Félix-de-Reillac-et-Mortemart
- Saint-Félix-de-Villadeix
- Sainte-Foy-de-Belvès
- Sainte-Foy-de-Longas
- Saint-Front-d'Alemps
- Saint-Front-de-Pradoux
- Saint-Front-la-Rivière
- Saint-Front-sur-Nizonne
- Saint-Geniès
- Saint-Georges-Blancaneix
- Saint-Georges-de-Montclard
- Saint-Géraud-de-Corps
- Saint-Germain-de-Belvès
- Saint-Germain-des-Prés
- Saint-Germain-du-Salembre
- Saint-Germain-et-Mons
- Saint-Géry
- Saint-Geyrac
- Saint-Hilaire-d'Estissac
- Sainte-Innocence
- Saint-Jean-d'Ataux
- Saint-Jean-de-Côle
- Saint-Jean-d'Estissac
- Saint-Jean-d'Eyraud
- Saint-Jory-de-Chalais
- Saint-Jory-las-Bloux
- Saint-Julien-de-Bourdeilles
- Saint-Julien-de-Crempse
- Saint-Julien-de-Lampon
- Saint-Julien-d'Eymet
- Saint-Just
- Saint-Laurent-des-Bâtons
- Saint-Laurent-des-Hommes
- Saint-Laurent-des-Vignes
- Saint-Laurent-la-Vallée
- Saint-Laurent-sur-Manoire
- Saint-Léon-d'Issigeac
- Saint-Léon-sur-l'Isle
- Saint-Léon-sur-Vézère
- Saint-Louis-en-l'Isle
- Saint-Marcel-du-Périgord
- Saint-Marcory
- Sainte-Marie-de-Chignac
- Saint-Martial-d'Albarède
- Saint-Martial-d'Artenset
- Saint-Martial-de-Nabirat
- Saint-Martial-de-Valette
- Saint-Martial-Viveyrol
- Saint-Martin-de-Fressengeas
- Saint-Martin-de-Gurson
- Saint-Martin-de-Ribérac
- Saint-Martin-des-Combes
- Saint-Martin-l'Astier
- Saint-Martin-le-Pin
- Saint-Maime-de-Péreyrol
- Saint-Méard-de-Drône
- Saint-Méard-de-Gurçon
- Saint-Médard-de-Mussidan
- Saint-Médard-d'Excideuil
- Saint-Mesmin
- Saint-Michel-de-Double
- Saint-Michel-de-Montaigne
- Saint-Michel-de-Villadeix
- Sainte-Mondane
- Sainte-Nathalène
- Saint-Nexans
- Sainte-Orse
- Saint-Pancrace
- Saint-Pantaly-d'Ans
- Saint-Pantaly-d'Excideuil
- Saint-Pardoux-de-Drône
- Saint-Pardoux-et-Vielvic
- Saint-Pardoux-la-Rivière
- Saint-Paul-de-Serre
- Saint-Paul-la-Roche
- Saint-Paul-Lizonne
- Saint-Perdoux
- Saint-Pierre-de-Chignac
- Saint-Pierre-de-Côle
- Saint-Pierre-de-Frugie
- Saint-Pierre-d'Eyraud
- Saint-Pompont
- Saint-Priest-les-Fougères
- Saint-Privat-des-Prés
- Saint-Rabier
- Sainte-Radegonde
- Saint-Raphaël
- Saint-Rémy
- Saint-Romain-de-Monpazier
- Saint-Romain-et-Saint-Clément
- Sainte-Sabine-Born
- Saint-Saud-Lacoussière
- Saint-Sauveur
- Saint-Sauveur-Lalande
- Saint-Seurin-de-Prats
- Saint-Séverin-d'Estissac
- Saint-Sulpice-de-Mareuil
- Saint-Sulpice-de-Roumagnac
- Saint-Sulpice-d'Excideuil
- Sainte-Trie
- Saint-Victor
- Saint-Vincent-de-Connezac
- Saint-Vincent-de-Cosse
- Saint-Vincent-Jalmoutiers
- Saint-Vincent-le-Paluel
- Saint-Vincent-sur-l'Isle
- Saint-Vivien
- Salagnac
- Salignac-Eyvigues
- Salles-de-Belvès
- Salon
- Sarlande
- Sarlat-la-Canéda
- Sarliac-sur-l'Isle
- Sarrazac
- Saussignac
- Savignac-de-Miremont
- Savignac-de-Nontron
- Savignac-Lédrier
- Savignac-les-Églises
- Sceau-Saint-Angel
- Segonzac
- Sencenac-Puy-de-Fourches
- Sergeac
- Serres-et-Montguyard
- Servanches
- Sigoulès
- Simeyrols
- Singleyrac
- Siorac-de-Ribérac
- Siorac-en-Périgord
- Sorges
- Soudat
- Soulaures
- Sourzac

## T
Tamniès
- Teillots
- Temple-Laguyon
- Terrasson-Lavilledieu
- Teyjat
- Thénac
- Thenon
- Thiviers
- Thonac
- Tocane-Saint-Apre
- La Tour-Blanche
- Tourtoirac
- Trélissac
- Trémolat
- Tursac

## U
Urval

## V
Valeuil
- Vallereuil
- Valojoulx
- Vanxains
- Varaignes
- Varennes
- Vaunac
- Vélines
- Vendoire
- Verdon
- Vergt
- Vergt-de-Biron
- Verteillac
- Veyrignac
- Veyrines-de-Domme
- Veyrines-de-Vergt
- Vézac
- Vieux-Mareuil
- Villac
- Villamblard
- Villars
- Villefranche-de-Lonchat
- Villefranche-du-Périgord
- Villetoureix
- Vitrac